# Pius XII i l'Holocaust

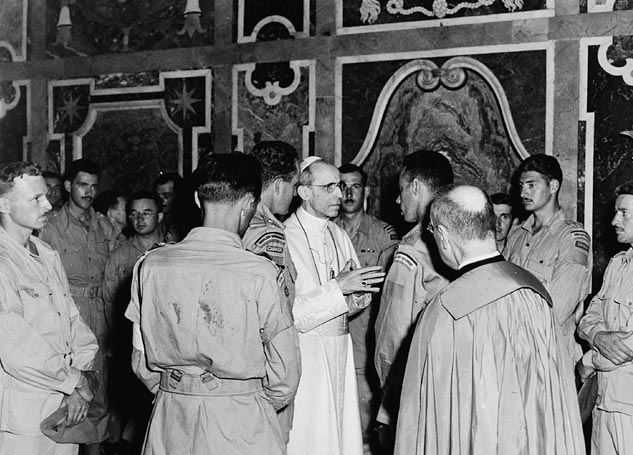
Membres del 22è Regiment Reial Canadenc en audiència amb el papa Pius XII, després de l'alliberament de Roma de 1944

L'inici del pontificat de Pius XII es va produir en el moment de la Segona Guerra Mundial i l'Holocaust nazi, que en el transcurs de la guerra veuria l'assassinat de milions de jueus i d'altres per la Alemanya d'Adolf Hitler. Pius va emprar la diplomàcia per ajudar les víctimes dels nazis durant la guerra i, dirigint la seva Església a proporcionar ajuda discreta a jueus i altres, va salvar centenars de milers de vides. Pius va mantenir els vincles amb la Resistència alemanya i va compartir informació d'intel·ligencia amb els Aliats. La seva més forta condemna pública de genocidi va ser, però, considerada inadequada pels poders aliats, mentre que els nazis el veien com un simpatitzant aliat que havia deshonrat la seva política de neutralitat vaticana.
Alguns crítics de la postguerra han acusat Pius de ser massa prudent, o de "no fer prou", o fins i tot de "silenci" davant l'Holocaust. No obstant això, els partidaris han afirmat que va salvar milers, si no desenes o centenars de milers de jueus, ordenant a la seva Església que els proporcionés santuari i ajuda, i que va proporcionar un lideratge moral i intel·lectual en oposició al racisme violent de la ideologia nazi.
Pius XII havia estat diplomàtic vaticà a Alemanya abans de la guerra i secretari d'estat del Vaticà sota Pius XI. Va ser crític amb el nazisme i el 1937 va ajudar a redactar l'encíclica anti-nazi Mit brennender Sorge. En la seva primera encíclica papal Summi Pontificatus (1939), Pius XII va expressar el seu desconcert per la invasió de Polònia de 1939; va reiterar l'ensenyament catòlic contra el racisme i l'antisemitisme; i va avalar la resistència contra aquells contraris als principis ètics de la "Revelació al Sinaí" i del Sermó de la Muntanya. Al Nadal de 1942, una vegada que havien aparegut proves de la matança industrial dels jueus, va manifestar la seva preocupació per l'assassinat de "centenars de milers" de persones "sense tort" per la seva "nacionalitat o raça". Pius va intervenir per intentar bloquejar les deportacions nazis de jueus en diversos països des del 1942-1944. A la seva mort el 1958, Pius va ser lloat enfàticament pel ministre d'Afers Exteriors israelià, i altres líders mundials. Però la seva insistència en la neutralitat del Vaticà i l'evitació de nomenar els nazis com a malfactors del conflicte es va convertir en el fonament de les crítiques contemporànies i posteriors d'alguns àmbits. Continuen els estudis dels arxius del Vaticà i la correspondència diplomàtica internacional.

## Antecedents
Durant el període nazi van regnar dos papes: Pius XI (1922-1939) i Pius XII (1939–1958). La Santa Seu va criticar durament el nazisme fins a finals de la dècada del 1920 i durant els anys trenta, amb el cardenal Pacelli (després papa Pius XII) com a crític especialment destacat. El 1933, el Vaticà va signar un Concordat amb Alemanya, amb la intenció de protegir els drets dels catòlics sota el govern nazi. Hitler no va mantenir els termes del tractat. Segons l'Enciclopèdia Britànica: «Del 1933 al 1936 [Pius XI] va escriure diverses protestes contra el Tercer Reich, i la seva actitud cap a la Itàlia feixista va canviar dràsticament després que les polítiques racials nazis foren introduïdes a Itàlia el 1938».
Pius XI va publicar tres encícliques contra la creixent marea del totalitarisme europeu: Non abbiamo bisogno (1931; "No necessitem que us coneguin" – contra el feixisme italià); Mit brennender Sorge (1937; "Amb profunda angoixa" - contra el nazisme) i Divini redemptoris (1937; "Redemptor diví" – contra el comunisme ateu). "Non abbiamo bisogno" va definir directament el feixisme italià com un moviment "pagà" que «arrabassa als joves de l'Església i de Jesucrist, i que inculca en els seus propis joves l'odi, la violència i la irreverència»". Pius XI també va desafiar el nacionalisme extremista del moviment Action Française i l'antisemitisme als Estats Units.
Amb Europa a la vora de la guerra, Pius XI va morir el 10 de febrer de 1939 i Pacelli va ser elegit per succeir-lo com a papa Pius XII. El govern nazi va ser l'únic govern que no va enviar cap representant a la seva coronació. Pius va presionar els líders mundials per evitar la guerra i després va perseguir una política de precaució de la diplomàcia després de l'esclat d'aquesta.
Des del 1942, els nazis havien començat a implementar la seva Solució final: l'extermini industrial dels jueus d'Europa.

## Protestes a l'Alemanya nazi abans del pontificat
Com a Secretari d'Estat del Vaticà, el cardenal Pacelli, va realitzar unes 55 protestes contra les polítiques nazis, inclosa la seva "ideologia racial". Pacelli també va assistir a Pius XI a la redacció de l'encíclica de 1937 Mit brennender Sorge, una crítica de la ideologia nazi. Escrit en resposta a les lleis de Nuremberg, el document no es referia a Hitler ni als nazis pel seu nom, sinó que condemnava les teories racials i el maltractament de persones basades en la raça. El 1938, el cardenal Pacelli va declarar públicament les paraules de Pius XI sobre la incompatibilitat del cristianisme i l'antisemitisme: «És impossible que un cristià participi en l'antisemitisme. L'antisemitisme és inadmissible; espiritualment tots som semites.»

## 1938

### El Congrés eucarístic hongarès
Durant el 1938 va tenir lloc a Budapest una Congrés Eucarístic Internacional a Hongria. El cardenal Pacelli es va dirigir a la conferència i, segons l'erudit i historiador de l'Holocaust, Michael Phayer, Pacelli va descriure als jueus com a persones «els llavis i els cors dels quals el rebutgen [a Crist] encara avui». Phayer afirma que el moment de la declaració, durant un període en què Hongria estava en procés de formular noves lleis antisemites, va contrarestar la declaració del setembre del papa Pius XI que instava els catòlics a honorar el seu pare espiritual Abraham. Els historiadors Ronald Rychlak i William Doino, Jr., neguen que el cardenal Pacelli es referís als jueus perquè la revista Time no ho va mencionar en el seu informe de la conferència.
Segons Rychlak i Doino, el cardenal Pacelli, al principi de la seva intervenció, va parlar sobre la història bíblica, va recordar la Passió de Crist i es va referir a les masses que demanaven la Crucifixió que havia estat «enganyada i emocionada per propaganda, mentides, insults i imprecacions a el peu de la creu», però sense cap referència als jueus. Més tard en el discurs, Pacelli es va referir a aquells que perseguien l'Església en aquell moment fent coses com expulsar la religió i pervertir el cristianisme, i com que els jueus no ho feien, però l'Alemanya nazi ho era, el Papa «equiparava clarament el Nazis, no jueus, als que perseguien l'Església en èpoques anteriors». Informen que Pacelli després va tornar al tema dels patiments de Crist que es repetia en el seu dia mitjançant, segons la seva opinió, règims totalitaris (no jueus) i van exhortar els seus oients: '«Substituïm el crit de" Crucificar "fet pels enemics de Crist., amb la "Hosanna" de la nostra fidelitat i el nostre amor.»
Tot i això, Gabriel Wilensky, tot i acceptant que Pacelli pot fer al·lusió als comunistes i nazis anteriorment en el discurs, rebutja la interpretació de Rychlak i Doino que exclou els jueus, ja que nota que quan Pacelli parla en un passatge posterior de la crida "Crucifiqueu-lo!" es refereix al Nou Testament en què es diu als jueus que criden "Crucificar-lo!" Wilensky apunta a més que els comentaris de Pacelli eren estereotipats de la manera en què els jueus van ser retratats per l'Església com a assassins i deidides de Crist. (Vegeu també La Civiltà Cattolica i Nostra aetate.)
L'influent diari vaticà La Civiltà Cattolica va continuar imprimint atacs contra jueus hongaresos durant aquest període afirmant que Hongria es podia salvar de la influència jueva que era «desastrosa per a la vida religiosa, moral i social del poble hongarès» només si el govern els prohibeix l'entrada al país. L'historiador de l'Holocaust, Paul O'Shea, va assenyalar: «No hi ha cap evidència que ell [Pacelli] s'oposés als comentaris anti-jueus de Civiltà Cattolica, que, com a secretari d'Estat de Pius XI, va aprovar, almenys, tàcitament. El papa o el seu secretari d'Estat van donar el darrer tret al contingut editorial de la revista. No hi ha manera que el cardenal Pacelli no hagués sabut de la judeofòbia escrita a Civiltà.»

## 1939

### Els nazis s'oposen a l'elecció de Pacelli com a papa
El règim nazi va desaprovar l'elecció de Pacelli com a papa. L'historiador de l'Holocaust, Martin Gilbert, va escriure: «Tan airades van ser les crítiques de Pacelli que el règim de Hitler va fer pressió contra ell, i va intentar evitar que esdevingués el successor de Pius XI. Quan va arribar a ser Papa, com Pius XII, el març del 1939, l'Alemanya nazi era la únic govern per no enviar cap representant a la seva coronació». Joseph Goebbels va escriure en el seu diari el 4 de març de 1939 que Hitler estava estudiant si havia d'abrogar el Concordat amb Roma a la vista de l'elecció de Pacelli com a Papa, i va afegir: «Això passarà segurament quan Pacelli emprengui el seu primer acte hostil».

### Esforços per evitar la guerra
Pius XII va pressionar els líders mundials per evitar l'esclat de la Segona Guerra Mundial. Amb Polònia conquerida, però quan França i els Països Baixos encara no havien estat atacats, Pius va continuar esperant l'espera d'una pau negociat per evitar la propagació del conflicte. El president nord-americà Franklin D. Roosevelt, amb la mateixa idea, va començar a restablir les relacions diplomàtiques nord-americanes amb el Vaticà després d'un hiat setanta anys i va enviar Myron C. Taylor com a representant personal. La correspondència nord-americana parlava de «esforços paral·lels per a la pau i per alleujar el patiment». Malgrat el primerenc col·lapse de les esperances de pau, la missió de Taylor va continuar al Vaticà.

### Reacció a les lleis racials
El 1939, poc després de ser elegit, Pius XII va nomenar diversos acadèmics jueus destacats en càrrecs al Vaticà després de ser destituïts de les universitats italianes sota les lleis racials del líder feixista Benito Mussolini. Pius després va elaborar un acord —aprovat formalment el 23 de juny de 1939— amb el president brasiler Getúlio Vargas per estendre dictar 3.000 visats a «catòlics no aris».
No obstant això, durant els propers divuit mesos, el Conselho de Imigração i Colonização (CIC) del Brasil va continuar endurint les restriccions a la seva emissió, inclòs el requeriment d'un certificat de baptisme datat abans de 1933, una transferència monetària substancial al Banc del Brasil i l'aprovació de la seu de Berlín de Propaganda brasilera, que culmina amb la cancel·lació del programa catorze mesos després, després de menys de 1.000 visats publicats, davant de les sospites de "conducta inapropiada" (és a dir, continuar practicant el judaisme) entre els que havien rebut visats.

### Carta encíclicaSummi Pontificatus
Summi Pontificatus va ser la primera encíclica del papa Pius XII publicada el 20 d'octubre de 1939. L'encíclica es subtitula "Sobre la unitat de la societat humana". Durant la redacció de la carta, la Segona Guerra Mundial va començar amb la invasió nazi i soviètica de la Polònia catòlica. Empordanat en llenguatge diplomàtic, Pius avala la resistència catòlica i afirma la desaprovació de la guerra, el racisme, la invasió nazi i soviètica de Polònia i les persecucions de l'Església. Seguint temes tractats a Non abbiamo bisogno (1931), a Mit brennender Sorge (1937) i a Divini redemptoris (1937), Pius va escriure sobre la necessitat de retornar a l'Església aquells que seguien «un fals nivell ... enganyats per error, passió, temptació i prejudicis, [que] s'han allunyat de la fe en el veritable Déu [ Va escriure sobre els «cristians per desgràcia més en nom que en realitat» que mostraven «covardia" davant la persecució per aquests credos i va confirmar la resistència»:
| «                                | Qui entre "els soldats de Crist" –ecclesiàstic o laic– no se sent incitat i esperonat a una vigilància més gran, a una resistència més decidida, a la vista de la hoste creixent dels enemics de Crist; com percep els portaveus d'aquestes tendències que neguen o en la pràctica descuiden les veritats vivificants i els valors inherents a la creença en Déu i en Crist; mentre els percep trencar sense voler les Taules dels Manaments de Déu per substituir altres taules i altres estàndards desposseïts del contingut ètic de la Revelació a Sinaí, estàndards en què l'esperit del Sermó de la Muntanya i de la Creu no té lloc? | » |
| — - Pius XII, Summi Pontificatus | |   |

Pius va escriure sobre un temps que requeria "caritat" per a les víctimes que tenien un "dret" a la compassió.
John Cornwell assenyala les "poderoses paraules" sobre el tema de la "unitat de la raça humana" i l'ús d'una citació de Sant Pau que en Crist no hi ha "grec ni jueu, ni circumcisió ni circumcisió". Frank Coppa va escriure «És cert que la primera encíclica de Pius XII del 20 d'octubre de 1939 va rebutjar les afirmacions de l'autoritat estatal absoluta proposada pels poders totalitaris, però la seva denúncia era general més que específica i difícil de desxifrar».
Els Aliats occidentals van llançar fulletons sobre Alemanya que contenien una traducció en alemany de l'encíclica del Papa i van difondre el seu contingut. A Berlín, von Bergen va declarar que el Papa havia deixat de ser neutra mentre que a Itàlia, Mussolini va permetre la seva impressió. Guenter Lewy assenyala que la Gestapo considerava que els continguts eren prou "innocuos i ambigus" que permetien llegir-lo des dels púlpits. Afirma, a més, que les pronunciacions del papa a l'encíclica relacionades amb la seva intenció de "donar testimoni de la veritat" sense por a l'oposició, juntament amb sentiments similars expressats per l'episcopat alemany, "continuaven sent una fórmula buida davant la Tragèdia jueva". Saul Friedländer també assenyala que Pius no va dir res sobre la persecució dels jueus. Susan Zuccotti va opinar que Pius no va aconseguir "desafortunatament" complir les promeses fetes a l'encíclica a la "llum del seu posterior silenci davant dels horrors horribles". Per a Zucotti, la carta no es pot representar com una campanya contra l'anti-judaisme, però era encara "una declaració valuosa". Owen Chadwick assenyala que els alemanys, fins i tot permetent-lo llegir de molts púlits, van aturar la seva impressió i distribució i la Gestapo va ordenar indagacions a persones que van llegir o intentar distribuir-la. Chadwick conclou que Summi Pontificatus és, a la seva manera, un dur atac contra les polítiques nazis com va ser Mit brennender Sorge de Pius XI".

#### Contra el racisme
A Summi Pontificatus, Pius XII va reiterar l'oposició catòlica al racisme i l'antisemitisme en els termes següents:
| « | D'acord amb aquests principis d'igualtat, l'Església dedica la seva cura a formar clergues nadius cultes i a augmentar gradualment el nombre de bisbes nadius. I per tal d'expressar-los externament, Les nostres intencions, hem escollit la propera Festa de Crist Rei per elevar a la dignitat episcopal a la Tomba dels Apòstols dotze representants de diferents pobles i races. Enmig dels contrastos pertorbadors que divideixen la família humana, aquest acte solemne pot proclamar a tots els nostres fills, escampats pel món, que l'esperit, l'ensenyament i l'obra de l'Església no poden ser mai que no pas l'apòstol dels gentils predicaven: «posar-se el nou, aquell home que es renova al coneixement, segons la imatge del que l'ha creat. On no hi ha ni gentil, ni jueu, la circumcisió ni la circumcisió, bàrbara ni escitiana, vincle ni lliure. Però Crist és tot i en tots» (Colossencs 3. 10, 11). | » |

Ronald Rychlak va escriure que «l'equiparació de gentils i jueus s'hauria de veure com un rebuig clar de la ideologia fonamental de Hitler». Martin Rhonheimer va interpretar el text com a que no tenia una referència "explícita" al racisme, però que contenia una referència "implícita" a la secció "La unitat de la raça humana" que creu que és possiblement un ressò del mai publicat a una encíclica contra el racisme que hauria tractat l'antisemitisme i la "qüestió jueva", temes no tractats al Summi Pontificatus. Rhonheimer considerava que l'encíclica no condemnava la "forma moderna" de l'antisemitisme social, polític i econòmic, impulsat per l'anti-judaisme tradicional i que va veure com compartit pels catòlics en diversos graus.

#### La invasió de Polònia
A Summi Pontificatus, després de la invasió de Polònia per l'Alemanya nazi i la Unió Soviètica, Pius XII es va mostrar consternat per l'esclat de la guerra - "la temuda tempesta de la guerra ja fa furor malgrat tots els nostres esforços per evitar-ho" - i va declarar. la seva simpatia pel poble polonès i la seva esperança de la resurrecció de la seva nació:
| «                                | La sang d'innombrables éssers humans, fins i tot no combatents, planteja una pitjor repressió sobre una nació com La nostra estimada Polònia, que, per la seva fidelitat a l'Església, pels seus serveis en la defensa de la civilització cristiana, redactada amb personatges indelebles en els annals de la història, té dret a la simpatia generosa i fraternal de tot el món, mentre espera, confiant en la poderosa intercessió de Maria, Ajuda dels cristians, l'hora d'una resurrecció en harmonia amb els principis de justícia i veritable pau. | » |
| — - Pius XII, Summi Pontificatus | |   |

Phayer (2000) interpreta l'encíclica com a condemnar la guerra però no a condemnar la invasió.
L'església catòlica de Polònia va ser objecte d'una brutal repressió nazi.
El maig de 1942, el papa va nomenar un administrador apostòlic alemany per a terres a la Polònia ocupada pels nazis (Wurtheland). Segons Phayer, es va veure com un reconeixement implícit de la ruptura de Polònia i que això, combinat amb el fracàs de Pius de censurar explícitament la invasió, va conduir a una sensació de traïció entre els polonesos.
El desembre de 1942, el president polonès a l'exili va escriure a Pius XII apel·lant que «el silenci ha de ser trencat per la Seu Apostòlica».

### L'encíclica oculta
Walter Bussmann va argumentar que Pacelli, com a cardenal secretari d'Estat, va dissuadir el papa Pius XI -que estava a prop de la mort en aquells moments  - de condemnar la Kristallnacht el novembre de 1938, quan el nunci papal a Berlín el va informar. De la mateixa manera, un esborrany, elaborat per setembre de 1938, per a una encíclica Humani generis unitas ("Sobre la unitat de la raça humana"), no va ser remès, segons els dos editors del projecte de text  i altres fonts. al Vaticà pel general jesuïta Wlodimir Ledochowski. El 28 de gener de 1939, onze dies abans de la mort del papa Pius XI, un decebut Gundlach va comunicar a l'autor La Farge: «No pot continuar així. El text no s'ha enviat al Vaticà.»
Havia parlat amb l'assistent nord-americà del pare general, que va prometre examinar la qüestió el desembre de 1938, però no es va informar. Contenia una condemna oberta i clara del colonialisme, el racisme i l'antisemitisme. Alguns historiadors han defensat que Pacelli es va assabentar de la seva existència només després de la mort de Pius XI i no la va promulgar com a Papa. No obstant això, va utilitzar parts d'ella en la seva encíclica inaugural Summi Pontificatus, que va titular "Sobre la unitat de la societat humana".

## 1940–1941

### Pius ajuda la Resistència Alemanya
L'Holocaust va ser possible per la conquesta alemanya d'Europa. Pius XII intentà aturar aquesta conquesta. Amb Polònia, però França i els Països Baixos encara per ser atacats, la Resistència alemanya va demanar l'assistència del Papa en els preparatius d'un cop d'estat de Hitler. El coronel Hans Oster de l'Abwehr va enviar l'advocat i devot catòlic de Múnic, Josef Müller, a un viatge clandestí a Roma per buscar assistència papal a la trama en desenvolupament. Pius, comunicant-se amb el britànic Francis d'Arcy Osborne, va canalitzar les comunicacions en secret. El papa va advertir els governs belga i holandès que Alemanya estava planificant una invasió per al 10 de maig de 1940. Segons Peter Hebblethwaite, els alemanys «consideraven el comportament del Papa com a equivalent a l'espionatge». Després de la caiguda de França, les accions de pau van continuar emanant del Vaticà, a les quals Churchill va respondre decididament que Alemanya primer hauria d'alliberar els seus territoris conquerits. Les negociacions finalment van resultar infructuoses. Les ràpides victòries de Hitler sobre França i els Països Baixos van desinflar la voluntat dels militars alemanys de resistir Hitler.
La Resistència i Pius van continuar comunicant-se.

### 1940 Petició de 1940 en nom dels jueus
El 1940 Pius va demanar als membres del clergat, a la capçalera del Vaticà, que fessin tot el que poguessin en nom dels jueus internats.

## 1942

### Missatge de Nadal de 1942 al Col·legi de Cardenals
El desembre de 1942, en el seu discurs nadalenc davant els membres de la cúria romana, Pius XII va comentar com tant l'Església com els seus ministres experimenten el "signe de contradicció" mentre intenten defensar la veritat i la virtut pel benestar de les ànimes. El Papa qüestiona si aquests esforços d'amor i sacrifici podrien, tanmateix, motivar la lamentació, la pusilanimitat o el debilitament del coratge i el zel apostòlic. Ell respon en negatiu:
| «               | El merescut lament de l'apòstol ... és el lament que pesava en el cor del Salvador i el va fer vessar llàgrimes a la vista de Jerusalem, el lloc que a la seva invitació i la seva gràcia es van oposar a una ceguesa tan obstinada i a una feixuga manca de reconeixement, que la portaria pel camí de la culpa, al final del deïcidi. | » |
| — Papa Pius XII | |   |

L'historiador Guido Knopp descriu aquests comentaris de Pius com "incomprensibles" en un moment en què "Jerusalem estava sent assassinada a milions"".

### Els Països Baixos
El 26 de juliol de 1942, els bisbes holandesos, inclòs l'arquebisbe Johannes de Jong, van dictar un decret que condemnava obertament les deportacions nazis de treballadors i jueus holandesos. La resposta nazi va ser la detenció de més de 40.000 catòlics d'origen jueu dels que mai més no es va sentir més. Després d'aquest esdeveniment, la germana Pascalina Lehnert va dir que el papa estava convençut que, mentre que la protesta del bisbe costés quaranta mil vides, una protesta per ell suposaria almenys dues-centes mil vides innocents que no estava disposat a sacrificar. Si bé els polítics, els generals i els dictadors podrien jugar amb la vida de les persones, el Papa no podia. Pius XII repetia sovint el que va dir a l'ambaixador italià al Vaticà el 1940: «Ens agradaria pronunciar paraules de foc contra aquestes accions [atrocitats alemanyes] i l'únic que ens impedeix parlar és la por de fer la difícil situació de les víctimes sigui encara pitjor.»

### Les cartes de 1942
El 18 de setembre de 1942, Pius va rebre una carta de monsenyor Montini (futur papa Pau VI), dient que «les massacres dels jueus assoleixen proporcions i formes espantoses». Més tard aquell mes, Myron Taylor, representant dels Estats Units al Vaticà, va advertir a Pius que el "prestigi moral" del Vaticà estava sent ferit pel silenci per atrocitats europees. Segons Phayer, aquesta advertència es va fer ressò simultàniament per representants de Gran Bretanya, Brasil, Uruguai, Bèlgica i Polònia.
Taylor va aprovar un memorandum del govern dels Estats Units a Pius el 26 de setembre de 1942, en què es va assenyalar la intel·ligència rebuda de l'Agència Jueva per a Palestina, que va dir que els jueus de tot l'Imperi nazi estaven sistemàticament "escorxats". Taylor va preguntar si el Vaticà podria tenir informació que tingués tendència a "confirmar els informes" i, si és així, què pot fer el Papa per influir en l'opinió pública contra les "barbaritats". El cardenal Maglione va lliurar a Harold Tittman una resposta a la carta del 10 d'octubre. La nota va agrair que Washington transmetés la informació i confirmava que els informes sobre mesures severes contra els jueus havien arribat al Vaticà d'altres fonts, tot i que no s'havia pogut "verificar la seva exactitud". No obstant això, "la Santa Seu està aprofitant totes les oportunitats per pal·liar el patiment d'aquestes persones desgraciades".
Al desembre de 1942, quan Tittman va preguntar al cardenal secretari d'estat Maglione si Pius emetria una proclama similar a la declaració aliada "Política alemanya d'extermini de la raça jueva", Maglione va respondre que el Vaticà era "incapaç de denunciar públicament atrocitats".

### El missatge de Nadal de 1942
En el seu discurs nadalenc de 1942, Pius XII va fer una crida al món perquè donés una mirada llarga i dura a «les ruïnes d'un ordre social que ha donat una prova tan tràgica de la seva ineptitud».
| «                                              | La humanitat deu aquest vot als innombrables exiliats que l'huracà de la guerra ha arrencat de la seva terra natal i s'ha escampat a la terra del foraster; Qui pot fer seu el lament del Profeta: "La nostra herència es converteix en estrangers; la nostra casa a persones desconegudes". La humanitat deu aquest vot als centenars de milers de persones que, de vegades, sense cap culpa, de vegades només per raó de nacionalitat o raça, han estat condemnades a mort o extermini lent. | » |
| — Pius XII, Discurs radiofònic de Nadal, 1942. | |   |

L'Oficina Central de Seguretat del Reich de Reinhard Heydrich va analitzar el missatge de Nadal de Pius i va concloure:
| « | D'una manera mai coneguda abans, el Papa ha rebutjat el Nou Ordre Nacional Socialista Europeu. La seva al·locució per ràdio va ser una obra mestra de la falsificació clerical del Weltanschauung nacionalsocialista ... el Papa no es refereix als nacionalsocialistes a Alemanya pel seu nom, però el seu discurs és un atac llarg a tot allò que ens plantegem ... Déu, diu considera que tots els pobles i races mereixen la mateixa consideració. Aquí parla clarament en nom dels jueus ... Que aquest discurs es dirigeix exclusivament contra el Nou Ordre a Europa, tal com es veu al nacionalsocialisme, queda clar en la declaració papal que la humanitat deu un deute a tots aquells que durant la guerra han perdut. la seva pàtria i que, tot i que, sense culpa personal, només han estat assassinats o reduïts a la destitució, per raó de la seva nacionalitat i origen. | » |

Per contra, segons Galeazzo Ciano, Mussolini va comentar el missatge del papa amb sarcasme: «Es tracta d'un discurs de platituds que podria fer millor el rector de la parròquia de Predappio».

## 1943

### Ad maiora mala vitanda
El 30 d'abril de 1943, Pius va escriure al bisbe Von Preysing de Berlín per dir-li: «Donem als pastors que treballen a nivell local el deure de determinar si i fins a quin punt el perill de represàlies i de diverses formes d'opressió ocasionades per les declaracions episcopals ... ad maiora mala vitanda (per evitar pitjor) ... semblen aconsellar precaució Aquí hi ha una de les raons per les quals ens imposem l'autoretenció a nosaltres mateixos en els nostres discursos; l'experiència, que vam fer el 1942 amb les adreces papals, que vam autoritzar a ser reenviades als creients, justifica la nostra opinió, pel que veiem ... La Santa Seu ha fet tot el que estigués a la seva disposició, amb una assistència caritativa, financera i moral. sumes importants que vam gastar en diners nord-americans per les tarifes dels immigrants.»

### Notícies del pare Scavizzi
A la primavera de 1943, un sacerdot italià, Pirro Scavizzi, va dir a Pius que l'assassinat dels jueus era "ara total", fins i tot les persones grans i els nens estaven sent destruïts "sense pietat". Es diu que Pius es va trencar i va plorar de manera incontrolada.
Pius va dir al pare Scavizzi «Sovint he considerat l'excomunió per castigar els ulls de tot el món el temible crim de genocidi. Però després de moltes oracions i moltes llàgrimes, m'adono que la meva condemna no només deixaria d'ajudar els jueus, sinó que fins i tot podria empitjorar la seva situació ... Sens dubte, una protesta em guanyaria elogi i el respecte del món civilitzat, però hauria sotmès els pobres jueus a una persecució encara pitjor».

### Intent de segrest
El 1943, suposadament, Hitler va formular els plans per ocupar el Vaticà i arrestar Pius i els cardenals de la Cúria romana. Segons el Rev. Peter Gumpel, un historiador encarregat del procés de canonització de Pius, el Papa va dir als bisbes líders que, en cas de ser arrestat per les forces nazis, la seva dimissió tindria efectes immediats i que el Sant Seu es traslladaria a un altre país, concretament a Portugal, on el Col·legi de Cardenals elegiria un nou papa. Alguns historiadors defensen que el motiu que Hitler volia capturar al papa va ser perquè estava preocupat que Pius continuaria parlant de la manera en què els nazis tractaven els jueus. Tot i això, el pla mai no es va portar a bon port i, segons el supòsit, el general nazi Karl Wolff va ser assenyalat. Tant l'historiador britànic Owen Chadwick com l'editor jesuïta Robert A. Graham van rebutjar l'existència d'una trama com a propaganda britànica de guerra. No obstant això, després d'aquests comptes, Dan Kurzman va publicar el 2007 una obra que manté estableix la trama com a fet.

### Ocupació alemanya de Roma
Segons Joseph Lichten, el Consell de la Comunitat Jueva de Roma va demanar al Vaticà que ajudés a cobrir una demanda nazi de cent lliures d'or. El Consell havia pogut reunir setanta lliures, però tret que s'aconseguís tota la quantitat dins de les trenta-sis hores, s'hauria dit que tres-cents jueus serien empresonats. Segons el cap Rabí Zolli de Roma, el Papa va oferir un préstec sense interessos. No obstant això, la comunitat jueva romana va aconseguir complir el requisit, i va lliurar l'or als ocupants el 28 de setembre. Malgrat el pagament del rescat, 1.015 jueus van ser deportats el 16 d'octubre de 1943 durant la razzia romana, i la majoria van morir a Alemanya.
Molts altres també van ser assassinats el 24 de març de 1944, a les fosses Ardeatines.

### La petició del Nuncio Orsenigo a Hitler

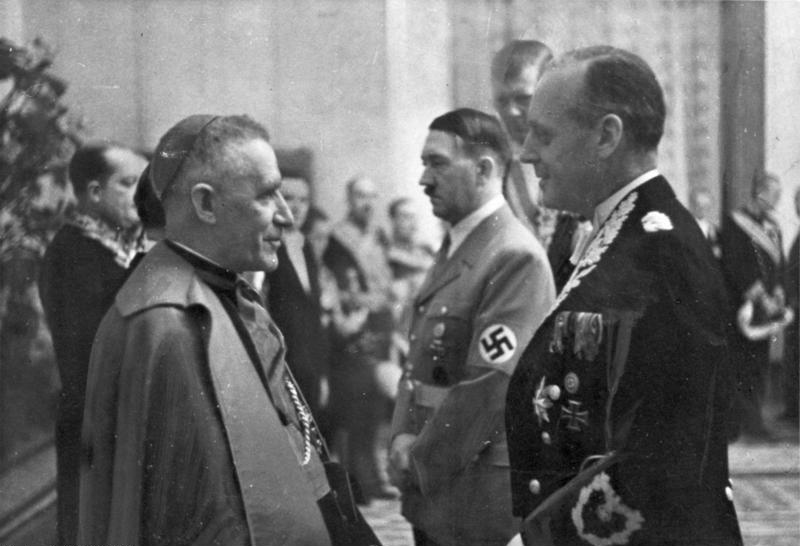
Cesare Orsenigo amb Hitler i von Ribbentrop

El novembre de 1943, el nunci Cesare Orsenigo va parlar amb el líder del Tercer Reich en nom del papa Pius XII. En la seva conversa amb Hitler, va parlar de l'estat dels pobles perseguits al Tercer Reich, aparentment referint-se als jueus. Aquesta conversa amb el líder nazi no va tenir èxit. Hitler va ignorar Orsenigo; va anar a la finestra i no va escoltar.

## 1944–1945

### Accions de Angelo Roncalli
Una part del debat històric entorn de Pius XII ha tractat el paper del nunci Angelo Roncalli, el futur Joan XXIII, en rescatar jueus durant la Guerra. Mentre que alguns historiadors han defensat que Roncalli actuava com a nunci en nom del papa, altres han dit que actuava pel seu compte quan intervingué en nom dels jueus, ja que semblaria per la posició més aviat independent que va adoptar durant la controvèrsia dels orfes jueus. Segons Michael Phayer, Roncalli sempre va dir que havia estat actuant a les ordres de Pius XII en les seves accions per rescatar jueus.
Segons la Fundació Raoul Wallenberg, Roncalli va enviar una sol·licitud perquè el Vaticà indagués si altres països neutrals podrien concedir asil a jueus, per informar al govern alemany que l'Agència Jueva Palestina tenia 5.000 certificats d'immigració disponibles i per demanar a Ràdio Vaticana que emetés aquesta ajuda. Els jueus eren un acte de misericòrdia aprovat per l'Església. El 1944, Roncalli va utilitzar la missatgeria diplomàtica, els representants papals i les germanes de la Mare de Déu de Sion per transportar i emetre certificats de baptisme, certificats d'immigració i visats, molts d'ells forjats, a jueus hongaresos. Un despatx datat el 16 d'agost de 1944 des de Roncalli al nunci papal a Hongria il·lustra la intensitat de la "Operació Baptisme".

### La batuda del ghetto de Roma
El 28 d'octubre de 1943, Ernst von Weizsäcker, l'ambaixador alemany al Vaticà, va telegramar Berlín que «el Papa encara no s'ha deixat convèncer per fer una condemna oficial a la deportació dels jueus romans ... Com es pensa actualment que els alemanys no faran cap altre pas contra els jueus a Roma, la qüestió de les nostres relacions amb el Vaticà es pot considerar tancada».
Després d'haver rebut una sentència de mort, Adolf Eichmann va escriure al seu diari un relat de l'abordatge dels jueus romans: «En aquell moment, el meu despatx va rebre la còpia d'una carta, que vaig lliurar immediatament als meus superiors directes, enviada per l'Església catòlica a Roma, en la persona del bisbe Hudal, al comandant de les forces alemanyes a Roma, el general Stahel. L'Església protestà vigorosament per l'arrest dels jueus de ciutadania italiana, demanant que s'interrompessin aquestes accions immediatament a tot Roma i voltants. Per contra, el Papa ho denunciaria públicament ... La Cúria estava especialment enutjada perquè aquests incidents es van produir pràcticament sota les finestres del Vaticà. Però, precisament en aquell moment, sense fer cas en la posició de l'Església, el Govern feixista italià va aprovar una llei que ordenava la deportació de tots els jueus italians als camps de concentració. ... Les objeccions donades i l'excés de retard en els passos necessaris per completar la implementació de l'operació van provocar que bona part dels jueus italians poguessin amagar-se i escapar de la captura».
La historiadora Susan Zuccotti, autora de "Sota les seves finestres: el Vaticà i l'Holocaust a Itàlia", va escriure «Si el papa romania en silenci, però, va permetre a monges, monjos, sacerdots i prelats a la seva diòcesi, incloses diversos ala Vicariat». Moltes institucions de l'Església, incloses les propietats del Vaticà, van acollir jueus juntament amb altres tipus de fugitius durant llargs períodes." James Kurth en el seu assaig "La difamació del papa Pius XII", escriu que ella [Susan Zuccotti] «té intenció d'argumentar que Pius XII fins i tot va permetre la deportació dels jueus de Roma des de" sota les seves finestres". Per a això, ha de callar sobre el nombre més gran de jueus romans. que l'Església, amb l'aprovació del Papa, s'amagava dins d'una àmplia xarxa de monestirs, convents, escoles i hospitals, "sota els mateixos aparadors" de la Gestapo i de la policia feixista col·laboradora.» Kurth conclou el seu article «És una demostració de la depravació i la hipocresia d'aquests liberals i radicals que pretenen aconseguir el silenci i la passivitat del Papa i de l'Església durant aquest holocaust actual i continu [l'avortament], acusant falsament ells de cometre els delictes de silenci i passivitat durant l'Holocaust de fa seixanta anys».
L'agost del 2006, es van publicar a la premsa italiana extractes del dietari de 60 anys d'una monja del convent del Santi Quattro Coronati, afirmant que el papa Pius XII va ordenar als convents i monestirs de Roma que ocultessin jueus durant la Segona Guerra Mundial.

### Reunió amb Churchill
L'agost de 1944, després de l'alliberament de Roma, Pius va conèixer el primer ministre britànic, Winston Churchill, que visitava la ciutat. En la seva reunió, el Papa va reconèixer la justícia de castigar els criminals de guerra, però va expressar la seva esperança que la gent d'Itàlia no fos castigada, però, amb la guerra continuada, va esperar que es fessin "aliats complets".

## L'Holocaust per país
Àustria
El 1941, el cardenal Theodor Innitzer de Viena va informar a Pius de les deportacions jueves a Viena.
Croàcia
L'arquebisbe Stepinac va convocar el sínode dels bisbes croats el novembre de 1941. El sínode va fer una crida al líder croat Ante Pavelić perquè tractés els jueus "el més humanament possible, tenint en compte que hi havia tropes alemanyes al país". El Vaticà va respondre amb elogi a Marcone amb elogi del que havia fet el sínode per als "ciutadans d'origen jueu", tot i que l'historiador israelià Menachem Shelah demostra que el sínode només es tractava dels jueus convertits. Pius XII va elogiar personalment el sínode per "coratge i decisió".
França
Més tard, el 1941, quan el mariscal francès Philippe Pétain va preguntar si el Vaticà s'oposava a les lleis anti-jueves, Pius va respondre que l'Església condemnava l'antisemitisme, però no comentaria normes específiques. De la mateixa manera, quan el règim de Philippe Pétain va adoptar els "estatuts jueus", l'ambaixador de Vichy al Vaticà, Léon Bérard (polític francès), es va dir que la legislació no entrava en conflicte amb els ensenyaments catòlics. Valerio Valeri, el nunci a França es va veure "avergonyit" quan es va assabentar d'això públicament de Pétain i va comprovar personalment la informació amb el cardenal secretari d'Estat Maglione que va confirmar la posició del Vaticà.
Però, al juny de 1942, Pius va protestar personalment contra les deportacions massives de jueus de França, ordenant al nunci papal que protestés al mariscal Pétain contra "les detencions i deportacions inhumanes de jueus". A l'octubre de 1941, Harold Tittman, un delegat dels Estats Units al Vaticà, va demanar al papa que condemnés les atrocitats contra els jueus; Pius va respondre que el Vaticà volia mantenir-se "neutral", i reiterar la política de neutralitat que Pius va invocar des del setembre de 1940.
Hongria
Abans de l'Holocaust va començar a celebrar-se una Congrés Eucarístic internacional a Budapest a Hongria durant 1938. El cardenal Pacelli es va dirigir al congrés i va descriure als jueus com a persones "els llavis curts [Crist] i els cors del qual el rebutgen encara avui". Michael Phayer afirma que el moment de la declaració, durant un període en què Hongria estava en procés de formular noves lleis antisemites, va contrarestar la declaració del setembre del papa Pius XI que instava els catòlics a honorar el seu pare espiritual Abraham.
Lituània
El cardenal secretari d'Estat Luigi Maglione va rebre una sol·licitud del rabí en cap de Palestina Yitzhak HaLevi Herzog a la primavera de 1939 per intercedir en nom dels jueus lituans a punt de ser deportats a Alemanya. . Pius va cridar Ribbentrop l'11 de març, protestant repetidament contra el tractament dels jueus. En la seva encíclica Summi Pontificatus, de 1940, Pius va rebutjar l'antisemitisme, afirmant que a l'Església catòlica no hi ha "ni gentil ni jueu, ni circumcisió ni incircumcisió". El 1940 Pius va demanar als membres del clergat, amb la capçalera del Vaticà, fer tot el que poguessin en nom dels jueus internats.
Països Baixos
Després que Alemanya hagués envait els Països Baixos durant 1940, Pius XII va enviar expressions de simpatia a la reina dels Països Baixos, al rei de Bèlgica i a la Gran Duquessa de Luxemburg. Quan Mussolini es va assabentar de les advertències i els telegrames de la simpatia, els va prendre com a afront personal i va enviar al seu ambaixador al Vaticà amb una protesta oficial, carregant que Pius XII havia pres partit contra l'aliat alemany d'Itàlia. El ministre d'Afers Exteriors de Mussolini va afirmar que Pius XII estava "disposat a deixar-se deportar a un camp de concentració en lloc de fer res contra la seva consciència".
Quan els bisbes holandesos van protestar contra la deportació de jueus en 1942, els nazis van respondre amb mesures més dures per arrodonir 92 conversos, incloent Edith Stein que després van ser deportats i assassinats. "La brutalitat de les represàlies va fer una enorme impressió a Pius XII".
Eslovàquia
El setembre del 1941, Pius es va oposar a un codi jueu eslovac, que, a diferència dels anteriors codis Vichy, va prohibir els matrimonis entre jueus i no jueus.
El 1942, l'charge d'affaires eslovac van dir a Pius que els jueus eslovacs eren enviats als camps de concentració. L'11 de març de 1942, diversos dies abans de la sortida del primer transport, el chargé d'affaires de Bratislava van informar al Vaticà: «Tinc la seguretat que aquest pla atroç és la feina del primer ministre (Tuka), que va confirmar el pla ... es va atrevir a dir-me -el que fa una demostració tan del seu catolicisme- que no hi veia res inhumà o no cristià ... la deportació de 80.000 persones a Polònia, equival a condemnant un gran nombre a determinades morts.» El Vaticà va protestar al govern eslovac que" deplora […] aquestes ... mesures que perjudiquen greument els drets humans naturals de les persones, només per la seva raça ".
El 7 d'abril de 1943, monsenyor Domenico Tardini, un dels assessors més propers de Pius, va dir a Pius que després de la guerra seria avantatjós políticament prendre mesures per ajudar els jueus eslovacs.

## Silenci suposat
Susan Zuccotti escriu «Pius XII, el cap de l'Església catòlica romana durant la Segona Guerra Mundial, no va parlar públicament contra la destrucció dels jueus. Aquest fet rarament es contesta, ni es pot evidenciar una protesta pública, si existís, seria fàcil de produir. No existeix.»  L'historiador eclesiàstic William Doino (autor de La guerra de Pius: respostes a les crítiques de Pius XII) contesta l'afirmació de Zuccotti i ha afirmat que Pius XII no era "enfaticament silenciós". ", i va condemnar els terrorífics crims nazis a través de la Ràdio Vaticana, la seva primera encíclica, Summi Pontificatus, les seves principals adreces (sobretot les seves dotacions nadalenques) i la L'Osservatore Romano"i ell" intervingué una vegada i una altra per a jueus perseguits, particularment durant l'ocupació alemanya de Roma, i foren citats i saludats pels mateixos socorristes catòlics com a líder i director ".
A Una història del cristianisme, Michael Burleigh escriu: «Per raons de caràcter personal o de formació professional com a diplomàtic, les seves declaracions de [Pius] eren extremadament prudents i es van embolicar en un llenguatge involucrat difícil per a molts d'entendre, especialment en aquesta època de la ressonant mossegada sonora i del lloguer omnipresent. a-moralista.»
Segons Giovanni Maria Vian del diari jesuïta del Vaticà La Civiltà Cattolica, les arrels del suposat "silenci" de Pius, el que denomina "una llegenda negra", comença a principis del 1939 amb la queixa de l'intel·lectual catòlic francès Emmanuel Mounier que va posar en dubte el fracàs de el Papa per censurar l'agressió italiana d'Itàlia cap a Albània i va escriure "l'escàndol d'aquest silenci". A més, destaca que el 1951 un altre intel·lectual catòlic francès, François Mauriac, va escriure en la introducció d'un llibre del "jueu Poliakov" que "mai vam tenir la comoditat de sentir el successor de Galilea, Simon Pere, [és a dir, Pius XII] utilitzar paraules clares i precises, en lloc d'al·lusions diplomàtiques, per condemnar el incomptables crucifixions dels "germans del Senyor" [és a dir de la gent jueva] ".
El representant britànic al Vaticà va escriure el 1942 que «Una política de silenci respecte a aquests delictes contra la consciència del món ha de comportar necessàriament una renúncia al lideratge moral i una consegüent atrofia de la influència del Vaticà». El mateix Pius va assenyalar el 3 d'agost de 1946 «Condenem en diverses ocasions en el passat la persecució que un antisemitisme fanàtic va infligir al poble hebreu». Garry Wills comenta que «Es tracta d'una falsedat deliberada. Mai no va mencionar públicament l'Holocaust». Michael Phayer assenyala que, a excepció dels "termes molt vigilats" utilitzats en el missatge de Nadal de 1942,. Paul Johnson va escriure «El papa no va donar cap guia. Pius XII va aconsellar a tots els catòlics de tot arreu que lluitessin amb valentia i caritat» i «El que va fer que Pius callés, a part de la timidesa natural i la por per la seguretat del Vaticà mateix, era sens dubte la seva creença que un incompliment total entre Roma i Hitler donaria lloc a una església independentista catòlica alemanya».(Phayer, 2008, p. ix)) preocupació de Pius pel possible bombardeig de Roma en comparació amb l'extermini dels jueus.
Ronald Rychlak assenyala que Pius va ser gravat dient que «Sens dubte, una protesta m'hauria guanyat elogis i el respecte del món civilitzat, però hauria sotmès el pobre jueu a un destí encara pitjor». Guenter Lewy assenyala que alguns escriptors han suggerit que una protesta pública del Papa només hauria empitjorat els jueus, però comenta «Ja que la condició dels jueus difícilment hauria empitjorat i podria haver canviat per millor, com a resultat d'una denúncia papal, es podria preguntar per què l'Església no arriscava el benestar i la seguretat dels catòlics i del Vaticà». Michael Phayer assenyala Pius XII fent excuses similars el 1940, però comenta que «Aquesta justificació no es pot prendre seriosament».Val la pena assenyalar, però, que mentre els jueus europeus estaven sent exterminats, els nazis mai van matar sistemàticament a Mischlinge, ni a persones de descendència jueva parcial. Frank Coppa va escriure: «Durant la Segona Guerra Mundial, la focalització diplomàtica de Papa Pacelli sovint va restringir la seva missió moral, rebutjant condemnar obertament les accions del mal del nazisme inclòs el seu genocidi quan semblés que podria triomfar, però denunciant-ho com satànic quan va ser derrotat.»
Martin Rhonheimer comenta «Els apologistes catòlics amb intenció continuen produint informes de condemnes de l'Església al nazisme i el racisme. Però realment no responen a les crítiques de l'Església. El veritable problema no és la relació de l'Església amb el nacionalsocialisme i el racisme, sinó la relació de l'Església amb aquí necessitem allò que demana avui l'Església: una “purificació de la memòria i de la consciència”. La innegable hostilitat de l'Església catòlica pel nacionalsocialisme i el racisme no es pot fer servir per justificar el seu silenci sobre la persecució dels jueus, però una cosa és explicar històricament aquest silenci i fer-lo entenedor, però una altra cosa utilitzar aquestes explicacions amb finalitats apologètiques.»
El cardenal Tisserant, un membre sènior de la Cúria romana va escriure al cardenal Suhard, l'arquebisbe de París, ja que les forces nazis van desbordar França el juny de 1940. Tisserant va manifestar la seva preocupació pel racisme dels nazis, la destrucció sistemàtica de les seves víctimes i la moral. reserva del papa Pius XII: «Em temo que la història pot estar obligada a temps de culpar la Santa Seu per una política acomodada en benefici propi i poc més. I això és extremadament trist, sobretot quan s'ha viscut sota Pius XI.»
El president Franklin D. Roosevelt va enviar a Myron C. Taylor com a representant especial al Vaticà el setembre de 1941. El seu ajudant, Harold Tittman, va assenyalar reiteradament a Pius els perills que suposa el seu lideratge moral pel seu fracàs en contra de les violacions del natural. llei duta a terme pels nazis. Pius XII va respondre que no podia nomenar els nazis sense fer esment al mateix temps dels bolxevics.
Pius XII tampoc mai va condemnar públicament la massacre nazi d'1,8-1,9 milions de gentils polonesos principalment catòlics (inclosos 2.935 membres del clergat catòlic), ni va condemnar públicament la Unió Soviètica per la mort de més de 100.000 persones. Ciutadans gentils polonesos catòlics incloent un nombre innombrables de clergat.
En una entrevista, el pare Peter Gumpel va afirmar que el pròleg de Robert Kempner (antic fiscal nord-americà de crims de guerra de Nuremberg) al llibre de Jeno Levai de 1968 "Els jueus hongaresos i la papat" afirma que el papa Pius es queixava efectivament a través de canals diplomàtics sobre la situació dels jueus hongaresos, però que qualsevol la protesta pública no hauria estat d'utilitat.

## Elogi dels líders jueus

### Elogis de postguerra de líders jueus
Pinchas Lapide, un teòleg jueu i diplomàtic israelià a Milà als anys seixanta, va escriure a Three Popes and the Jews que els catòlics van ser «instrumentals per salvar almenys 700.000, però probablement fins a 860.000 jueus de la mort certa a mans nazis». Alguns historiadors han posat en dubte aquest número tan esmentat , al qual Lapide va arribar "deduint totes les reclamacions raonables de rescat" per part dels no catòlics del nombre de jueus que afirma que va aconseguir escapar al món lliure del controlat pels nazis. zones durant l'Holocaust.
Segons el rabí David Dalin, després de la guerra, els líders jueus que van saludar a Pius XII un gentil gentil pel seu treball per salvar milers de jueus incloïen el científic Albert Einstein, els primers ministres israelians Golda Meïr i Moshe Sharett i el Rabí en Cap Yitzhak HaLevi Herzog.
El rabí cap de Roma, Israel Zolli, es va refugiar al Vaticà després de l'ocupació nazi de Roma el 1943. Després de la guerra es va convertir al catolicisme i va prendre el nom de "Eugenio" en honor del papa Pius XII.
El 21 de setembre de 1945, el secretari general del Consell Mundial dels Jueus, el doctor Leon Kubowitzky, va presentar una quantitat de diners al papa, "en reconeixement de la tasca de la Santa Seu en rescatar jueus de persecucions feixistes i nazis". Després de la guerra, a la tardor de 1945, Harry Greenstein de Baltimore, un íntim amic del cap Rabí Herzog de Jerusalem, va dir a Pius com d'agraïts que eren els jueus per tot el que havia fet per ells. El papa va respondre: «El meu únic lament és no haver pogut salvar un nombre més gran de jueus.»
L'estudiós catòlic Kevin Madigan interpreta aquest elogi de destacats líders jueus, inclosa Golda Meïr, com a menys que sincer; un intent d'aconseguir el reconeixement del Vaticà de l'Estat d'Israel.

## Historiografia

### Narracions inicials
La primera literatura sobre el lideratge de Pius XII en època de guerra va ser positiva, incloent Pius XII de Halecki i Murray : Eugenio Pacelli, papa de la pau (1954) i Retrat de Pius XII de Nazareno Padellaro (publicat per primera vegada en italià el 1949). Més tard es van escriure narracions més crítiques.
Pius XII va morir l'octubre de 1958. El 1959 els bisbes alemanys van publicar una sèrie de declaracions sobre l'Holocaust que reconeixien la culpabilitat alemanya, en particular la dels catòlics i els seus bisbes. Michael Phayer va considerar que no va ser cap accident que esperessin fins a la mort de Pius abans de parlar i que tots els que no havien guardat en silenci havien estat nomenats de la postguerra. Durant el llarg procés publicitzat d'Adolf Eichmann, el 1960, va sorgir una qüestió relacionada amb el coneixement del Vaticà de l'Holocaust i si la negativa del papa Pius a parlar-ne es basava en temors sobre què passaria amb els catòlics alemanys. Això va provocar un debat públic a Alemanya sobre la relació de l'Església amb l'Holocaust i Michael Phayer ho identifica com quan va començar a esvair la gran reputació de Pius.
L'article d'EW Bockenforde publicat al periòdic catòlic "Hochland" el 1961 va donar lloc a atacs vehements de molts catòlics. El 1962, l'historiador Friedrich Heer va comentar que «El 1945 la situació era tan crítica que només un gegantí intent d'ocultació va ser capaç de salvar i restaurar la cara del cristianisme oficial a Alemanya ... he de confessar que tots els catòlics, del més alt al més baix - capellà, capellans, laics (antisemites fins avui) - són co-responsables de l'assassinat massiu dels jueus.»
El 1960, Guenter Lewy va començar a treballar en el seu llibre "L'església catòlica i l'Alemanya nazi", pentinant els registres de l'arxiu diocesà, estat i partit dels alemanys, i finalment va publicar l'obra el 1964. Tot i reconèixer que l'Església és jeràrquica, no ho és. immune a la influència de les seves branques i, per tant, no se centra exclusivament en el paper de Pius XII.
Lewy va escriure «És simptomàtic de la gosadia amb què alguns escriptors catòlics després de 1945 han falsificat documents importants del període nazi».
El 1963, Rolf Hochhuth va escenificar la seva obra The Representative (o El diputat) que representava a Pius com un antisemita i indiferent a l'Holocaust. L'Enciclopèdia Britànica tenia la representació anomenada "no històrica" i mancava de "justificació creïble" . John Cornwell, ell mateix crític de Pius, va descriure l'obra com a "ficció històrica basada en una documentació escassa" i "és tan ampli de la marca com ridícul".
Saul Friedländer, els pares dels quals havien mort a Auschwitz, va publicar el seu llibre Pius XII i el Tercer Reich enmig de la controvèrsia al voltant de "El diputat", el 1964. Va confiar molt en fonts primàries i es va concentrar en la correspondència diplomàtica entre la Santa Seu i Alemanya. Friedländer esperava que el Vaticà obrís els seus propis arxius i el 1964 el papa Pau VI va encarregar a un grup d'estudios jesuïtes que edités i publiquessin els registres del Vaticà. Es van publicar en onze volums entre 1965 i 1981.
Carlo Falconi va publicar el 1965 "El silenci del papa" i va seguir-ho amb "Els papes del segle XX", el 1967, en què va criticar a Pius XII per "no haver parlat"; "També va ser culpable d'un silenci inadmissible sobre els milions de víctimes civils del nazisme - jueus, polonesos, serbis, russos, gitanos i altres". Falconi va ser el primer a investigar i donar a conèixer les atrocitats comeses pel croata Ustashe contra jueus i serbis. . Joseph Bottum considera aquests atacs primerencs, de Lewy, Friedländer i Falconi, com "més greus i erudits" i "segons els estàndards actuals, força moderats i reflexionats".

### El diputat
El 1963, el controvertit drama de Rolf Hochhuth Der Stellvertreter. Ein christliches Trauerspiel (El Diputat, una tragèdia cristiana, publicada en anglès el 1964) va retratar al papa Pius XII com un hipòcrita que va quedar en silenci sobre l'Holocaust. Llibres com el de Dr. Joseph Lichten Una qüestió de judici (1963), escrit en resposta a El diputat, va defensar les accions de Pius XII durant la guerra. Lichten va titllar qualsevol crítica sobre les accions del papa durant la Segona Guerra Mundial com «una paradoxa estupefacta» i va dir que «ningú que llegeixi el registre de les accions de Pius XII en nom dels jueus no pot subscriure l'acusació de Hochhuth». Guenter Lewy, a L'Església Catòlica i l'Alemanya nazi (1964) també van seguir la publicació de El diputat. La conclusió de Lewy va ser que «el papa i els seus consellers, influïts per la llarga tradició de l'antisemitisme moderat, tan àmpliament acceptat als cercles del Vaticà, no veien la difícil situació dels jueus amb un sentit real d'urgència i indignació moral. Per aquesta afirmació no documentació és possible, però és una conclusió difícil d'evitar.» Carlo Falconi (1967) va descriure la representació de Hochhuth com a crua i inexacta, però no accepta les explicacions que van presentar els apologistes de Pius sobre el seu presumpte silenci. En particular, rebutja la defensa de no empitjorar les coses per denúncia pública, ja que la sort no hauria pogut ser pitjor que la que patien els jueus i que, en una ocasió en què els bisbes van parlar contra l'eutanàsia de les persones amb discapacitat, els nazis van retrocedir. També va rebutjar la defensa que el papa desconeixia del que estava passant, ja que, segons la seva opinió, es contradiu directament amb els casos en què Pius va fer intervencions diplomàtiques. El 2002 es va adaptar l'obra a la pel·lícula Amen.
Un article del diari jesuïta del Vaticà La Civiltà Cattolica del març del 2009, indicava que les acusacions que va fer coneguda la obra de Hochhut es van originar no entre els jueus, sinó al bloc comunista. Va ser Ràdio Moscou, el 2 de juny de 1945, la que va dirigir per primera vegada contra Pius XII l'acusació de negar-se a parlar contra els exterminis als camps de concentració nazis. Va ser també el primer que el va anomenar "papa de Hitler". El mateix diari durant el pontificat de Pius encara acusava els jueus de ser "Assassins de Crist" i de lliurar-se a l'assassinat ritual fins al 1942.
L'ex general de Securitat Ion Mihai Pacepa ha afirmat que el joc de Hochhuth i nombroses publicacions que atacaven a Pius XII com presumptament haver estat simpatitzant nazi eren fabricacions del KGB i dels serveis secrets marxistes del bloc oriental dirigint una campanya per desprestigiar l'autoritat moral de l'Església i el cristianisme. A l'oest. Pacepa també afirma que estava involucrat en contactar amb agents del bloc de l'Est propers al Vaticà per tal de fabricar la història que s'utilitzaria per a l'atac contra el papa de guerra.

### La defensa de Pau VI de Pius
En la seva visita de 1964 a Jordània i Israel, Pau VI va parlar amb passió en defensa de Pius durant el seu comiat a les autoritats israelianes. Va dir que tots saben el que va assolir en defensa i pel rescat de tots aquells que es van enfrontar a dificultats, sense cap distinció. Va afegir que res no és més injust que aquesta indignació contra una xifra tan venerable.

### Literatura recent

#### El papa de HitleriEl mite del papa de Hitler'
En les últimes dècades, el llegat de Pius XII en relació amb l'Holocaust ha estat objecte de literatura crítica i de suport. Autors com John Cornwell, Garry Wills, Michael Phayer, James Carroll, Susan Zuccotti i Daniel Goldhagen han escrit valoracions crítiques, mentre que historiadors jueus com Richard Breitman, David Dalin, Martin Gilbert, Pinchas Lapide, Jeno Levai i Michael Tagliacozzo, o erudits no jueus com Pierre Blet, Antonio Gaspari, Robert Graham, Peter Gumpel, Margherita Marchione, Michael O'Carroll, Piertro Palazzini, Kenneth Whitehead, Ralph McInerny, Michael Feldkamp, M. L. T. Brown o Andrea Tornielli han escrit àmpliament el treball que va fer per ajudar els jueus durant la guerra.
El 1999, el polèmic El papa de Hitler de John Cornwell va ser molt crític amb Pius, argumentant que no ho havia fet "prou" ni "prou a parlar" contra l'Holocaust. Cornwell va argumentar que tota la carrera de Pius com a nunci a Alemanya, cardenal secretari d'estat i papa es va caracteritzar per un desig d'augmentar i centralitzar el poder del papat, i que va subordinar l'oposició als nazis a aquest objectiu. També va argumentar que Pius era antisemita i que aquesta postura li va impedir tenir cura dels jueus europeus. (Les opinions de Cornwell s'han desenvolupat (com s'indica més avall), afirmant ara que no és capaç de jutjar la motivació del Papa). En la valoració de l'Enciclopèdia Britànica, la representació de Cornwell del papa com a antisemita, mancava de "fonamentació creïble". Kenneth L. Woodward va declarar en la seva revista a Newsweek que "els errors de fet i el desconeixement del context apareixen a gairebé totes les pàgines".
L'obra de Cornwell va ser la primera a accedir a testimonis del procés de beatificació de Pius, així com a molts documents de la nunciatura de Pacelli que acabaven d'obrir-se sota l'arxiu del Secretari d'Estat del Vaticà durant setanta-cinc anys. L'obra de Cornwell va ser molt controvertida. El gran elogi de Cornwell es va centrar en la seva contestació afirmant que era un catòlic practicant que havia intentat absoldre Pius amb la seva obra.
Sota la seva mateixa finestra: El Vaticà i l'Holocaust a Itàlia de Susan Zuccotti (2000) i L'Església Catòlica i l'Holocaust, 1930-1965 (2000) de Michael Phayer proporciona una anàlisi més detallada crític, encara que més acadèmica del llegat de Pius XII.
El 2005, l'historiador jesuïta Vincent Lapomarda va escriure:
| «                                                        | Recents treballs de José M. Sánchez, "Pius XII i l'Holocaust" (2001) i "Papes i polítics" de Justos George Lawler (2002) mostren com són realment indignants les posicions de molts dels que han atacat el papa Pius XII. Condenar a Pius per no haver aprofitat totes les oportunitats per protestar pels crims contra els jueus, passa per alt el fet que ni tan sols podia salvar els seus propis sacerdots. El més sorprenent és que l'Església catòlica sota el lideratge del Papa va fer molt més per ajudar els jueus que qualsevol altra agència o persona internacional ... | » |
| — - Vincent A. Lapomarda, Els Jesuïtes i el Tercer Reich | |   |

Diversos estudiosos han respost amb comptes favorables del Pius XII, incloent el de Margherita Marchione El seu és un preciós testimoni': Memòries de jueus i catòlics en temps de guerra d'Itàlia (1997), El Papa Pius XII: Arquitecte per la Pau (2000) i El consens i Polèmica: Defensar el papa Pius XII (2002); de Pierre Blet Pius XII i la Segona Guerra Mundial, segons els arxius del Vaticà (1999); i de Ronald J. Rychlak Hitler, la guerra i el Papa (2000). L'historiador eclesiàstic William Doino, autor de La guerra de Pius: respostes a les crítiques de Pius XII, va concloure que Pius era "enfaticament no callat".
En rèplica específic per sobrenom, rabí nord-americana de Cornwell i historiador, David Dalin, publicà El mite del Papa de Hitler: Com Pius XII rescatà jueus dels nazis el 2005 i va reafirmar els comptes anteriors de Pius haver estat un salvador de milers de jueus d'Europa. En una revisió del llibre, l'eminent historiador de l'Holocaust i biògraf de Churchill, Sir Martin Gilbert, va escriure que l'obra de Dalin va ser «una contribució essencial a la nostra comprensió de la realitat del suport del papa Pius XII als jueus en el seu moment de major perill. el seu compte substituirà la versió nociva de l'abandonament papal i, fins i tot, la col·laboració, que ha mantingut el camp massa temps».
Cinc anys després de la publicació de "El Papa de Hitler", Cornwell va afirmar: «Ara defensaria, a la vista dels debats i les proves posteriors al "Papa de Hitler", que Pius XII tenia tan poc àmbit d'actuació que és impossible jutjar els motius del seu silenci. durant la guerra, mentre Roma estava sota el taló de Mussolini i després fou ocupada per Alemanya". El 2009 Cornwell va escriure sobre els "companys de viatge", és a dir, aquells sacerdots de l'Alemanya nazi que van acceptar els beneficis que suposava el Reichskonkordat però que no van condemnar el règim nazi alhora. Cita el cardenal Pacelli(el futur papa Pius XII) com a exemple d'un “company de viatge” que estava disposat a acceptar la generositat de Hitler en l'àmbit educatiu (més escoles, professors i llocs d'alumnes), sempre que l'Església es retirés de l'àmbit social i social. l'àmbit polític, alhora que els jueus eren destituïts de les universitats i es reduïen les places d'alumnes jueus. Per això, considera Pacelli efectivament en connivència amb la causa nazi, si no per intenció. També sosté que monsenyor Kass, que va participar en les negociacions per al Reichskonkordat, i en aquell moment el cap del Partit del Centre Catòlic Romà, va convèncer els seus membres del partit, amb l'assentiment de Pacelli, l'estiu de 1933 per permetre que Hitler adquirís poders dictatorials. Argumenta que el vot del Partit del Centre Catòlic va ser decisiu en l'adopció de les potències dictatorials per part de Hitler i que la posterior dissolució del partit va ser impulsada per Pacelli.

### Polèmica - "Les guerres de Pius"
Hi ha hagut molts llibres publicats sobre el tema de Pius XII i l'Holocaust, sovint units a un debat acalorat, de manera que han estat descrits com a "Guerres Pius".
Michael Burleigh comenta que «Fer ús de l'Holocaust com el club moral més gran que cal utilitzar contra l'Església, simplement perquè a un no li agraden les seves polítiques sobre l'avortament, la contracepció, els sacerdots homosexuals o l'Orient Mitjà, és tan obscè com qualsevol intent d'explotar morts de sis milions de jueus europeus amb finalitats polítiques.» 
Un portaveu dels dinou erudits catòlics que van escriure una carta al papa Benet XVI el 2010 demanant que s'alentís el procés de santedat per a Pius XII, va afirmar que «el papa Pius XII no va emetre cap declaració clarament, condemnant incondicionalment el majorista. matança i assassinat de jueus europeus», va afirmar que «tots practiquem els catòlics. Som fidels al Sant Pare».
Joseph Bottum assenyala l'opinió de Philip Jenkins que les crítiques no es tracten realment de Pius XII: «Philip Jenkins entén que no és particularment particular per a Pius XII, sinó només un tropeu convenient pel qual els comentaristes nord-americans expressen el que ell anomena una forma completament nova d'anti-catolicisme. Uns altres ho veuen en un continu de desgràcia nord-americana més antiga per la Puta Babilònia que habita a Roma, girant trames jesuïtiques.»
Daniel Goldhagen descriu els defensors de l'Església utilitzant Pius XII com un llamp per desviar l'atenció dels pobles de les qüestions més àmplies, centrant l'atenció en punts favorables i ocultant els altres. També sosté que aquells que utilitzen la identitat d'una persona com a jueu, catòlic o alemany com a eina per afavorir la seva causa traeixen molt d'ells mateixos, ja que aquestes tàctiques s'utilitzen sovint per sufocar el debat sobirà desviant l'atenció de la veritat com ho exemplifica l'acusació de l'anti-catolicisme per part d'apologia. Daniel Goldhagen assenyala els comentaris del pare Peter Gumpel que descriuen als opositors a Pius XII com la "facció jueva" que té alguna cosa contra els catòlics.
Garry Wills reconeix que la resposta de Pius a l'Holocaust pot haver estat fonamentada en una creença sincera, per equivocació, que estava fent el correcte. Tot i això, desaprofita els arguments que "defensen Pius amb falses lectures de la història" i per «distorsions per les quals el Vaticà intenta negar la seva pròpia història lamentable respecte als jueus. La negació de Pius al seu propi silenci, perpetrada per aquells que han de fer afirmacions falses" per defensar les paraules d'un sant, el convertiria en l'origen d'una nova ronda d'enganys estructurada en deshonestes passades».

## La Comissió històrica internacional catòlica-jueva
El 1999, per intentar abordar part d'aquesta controvèrsia, la Comissió Històrica Internacional Catòlico-Jueva (Comissió Històrica), un grup de tres estudiosos catòlics i tres jueus va ser designat, respectivament, per la Comissió de Relacions Religioses amb els Jueus de la Santa Seu. (Comissió de la Santa Seu) i el Comitè Internacional dels Jueus per a Consultes Interreligioses (IJCIC), a qui es va publicar un informe preliminar l'octubre de 2000.
La Comissió no va descobrir cap document, però va tenir la tasca acordada de revisar els volums vaticans existents, que componen les Actes et Documents du Saint Siege (ADSS) La Comissió es va dividir internament per la qüestió de l'accés a addicionals. documents de la Santa Seu, accés als mitjans de comunicació per part de membres de la comissió i, qüestions que es plantejaran a l'informe preliminar. Es va acordar incloure les 47 preguntes individuals dels sis membres i utilitzar-les com a Informe Preliminar. A més de les 47 preguntes, la comissió no va emetre cap conclusió pròpia. Va afirmar que no era la seva tasca situar-se a judici del Papa i els seus consellers, sinó contribuir a una comprensió més matisada del papat durant l'Holocaust.
Les 47 preguntes dels sis estudiosos es van agrupar en tres parts:
(a) 27 preguntes específiques sobre documents existents, majoritàriament demanant informació addicional i informació addicional, com ara esborranys de l'encíclica Mit brennender Sorge, que va ser escrit en gran part per Eugenio Pacelli.
(b) Catorze preguntes van tractar temes de volums individuals, com ara la pregunta de com Pius va veure el paper de l'Església durant la guerra.
(c) Sis qüestions generals, com ara l'absència de sentiments anticomunistes als documents.
El desacord entre els membres sobre documents addicionals tancats sota la norma dels 70 anys de la Santa Seu va derivar en la suspensió de la Comissió el 2001 per termes amigables. Insatisfet amb les troballes, el doctor Michael Marrus, un dels tres membres jueus de la Comissió, va dir que la comissió «va topar contra un mur de maó ... Hauria estat realment útil haver tingut suport de la Santa Seu sobre aquesta qüestió»

## La controvèrsia de Yad Vashem
Una inscripció a Yad Vashem afirma que el record de Pius XII durant l'Holocaust va ser controvertit, i que va negociar un concordat amb els nazis, va mantenir la neutralitat del Vaticà durant la guerra i, antigament, va afirmar que no va prendre cap iniciativa per salvar els jueus.
David G. Dalin sosté a El mite del papa de Hitler que Yad Vashem hauria d'honorar el papa Pius XII com a "Just gentil", i documenta que Pius va ser elogiat per tots els jueus líders del seu dia pel seu paper en salvar més jueus que Oskar Schindler.
David Rosen ha tret excepció al títol, afirmant que Pius va morir tant Moshe Sharett com Golda Meïr van enviar telegrames afirmant que quan la foscor regnava a Europa, va ser un dels pocs que va alçar la veu en protesta. «El que diu Yad Vashem no és necessàriament equivocat», va admetre Rosen, «però no ens dona tota la informació».
A la llum de les recents novetats i investigacions, l'1 de juliol de 2012, Yad Vashem va canviar la inscripció per tal de constatar un "nombre considerable d'activitats de rescat secret" de l'Església. Mentre que l'antic text afirmava que el Papa "no va intervenir" en la deportació de jueus de Roma, la nova inscripció diu que "no va protestar públicament". La pantalla també va afegir text del discurs de ràdio de Nadal de Pius en 1942, en què es parla de "centenars de milers de persones que, sense cap culpa per part seva", van ser assassinades, però també assenyala que no va nomenar específicament els jueus. La nova redacció també va eliminar l'anterior afirmació que Concordat va ser signada "fins i tot al preu de reconèixer el règim nazi". Yad Vashem va indicar que la nova inscripció es deu a la "investigació que s'ha fet els darrers anys i presenta una imatge més complexa de la que s'havia presentat anteriorment", incloent en part l'obertura dels arxius del Papa.

## Recordem: una reflexió sobre la Shoah
L'any 2000, el papa Joan Pau II, en nom de totes les persones, va demanar disculpes als jueus mitjançant la inserció d'una oració al Mur de les Lamentacions que deia «Ens sentim profundament entristits pel comportament dels que en el transcurs de la història han provocat els fills de Déu. patir, i demanant el seu perdó, desitgem comprometre'ns amb una autèntica germanor amb la gent de l'Aliança.»
Aquesta disculpa papal, una de les moltes publicades pel papa Joan Pau II per les falles humanes i de l'Església al llarg de la història, va ser especialment significativa perquè Joan Pau II va emfatitzar la culpabilitat de l'Església i la condemna a l'antisemitisme del Concili Vaticà II. La carta papal Recordem: Una reflexió sobre la Shoah va instar als catòlics a que es penedissin "dels errors i infidelitats del passat" i "renovessin la consciència de les arrels hebrees de la seva fe".

## Novetats des del 2008
El 15 i el 17 de setembre de 2008 va tenir lloc a Roma una conferència especial d'estudiosos sobre Pius XII en el 50è aniversari de la seva mort, a càrrec de la Fundació Pave the Way. El papa Benet XVI va celebrar una recepció per als participants de la conferència el 19 de setembre de 2008 on va elogiar a Pius XII com a papa que va fer tots els esforços per salvar els jueus durant la guerra. Una segona conferència es va celebrar els dies 6-8 de novembre de 2008 per l'Acadèmia Pontifícia per a la Vida.
El 9 d'octubre de 2008, 50è aniversari de la mort de Pius XII, Benet XVI va celebrar la seva missa pontifícia a la seva memòria. Poc abans i després de la missa, la dialèctica va continuar entre alguns líders religiosos jueus i el Vaticà, ja que el cisalla del rabí Yeshuv Cohen d'Haifa es va dirigir al sínode dels bisbes i va manifestar la seva decepció pel "silenci" de Pius XII durant la guerra.
El CRIF, una organització que representa als jueus a França, s'ha oposat a la beatificació de Pius XII.
En un article autònom al New York Daily News, Gary Krupp, de la Fundació Pave the Way va descriure com ell i els seus investigadors havien descobert molts documents que detallaven les activitats poc conegudes de Pacelli des de la seva carrera i més tard com Pius en què ell. va donar assistència als jueus i va escriure que «és hora que els nostres historiadors corregissin aquesta negligència acadèmica i investiguin honestament els arxius oberts". També va escriure "Hem de reconèixer el que realment va fer Pius en lloc de criticar-lo pel que hauria d'haver fet. El papa Pius hauria de ser encomiat per les seves accions valentes que van salvar més vides jueves que tots els líders del món».
La metodologia de la Fundació Pave the Way relacionada amb el registre històric del papa Pius XII ha estat objecte de dures crítiques per part de molts estudiosos i organitzacions jueves de molt de temps. El professor Dwork, Rose Professor d'Història de l'Holocaust i director del Strassler Center for Holocaust and Genocide Studies de la Universitat Clark, va dir que la investigació del senyor Krupp va ser «aficionada, pitjor que aficionada – risible» i que «pot tenir bon sentit., però la seva manca d'experiència en assumptes internacionals i investigacions històriques fa que el senyor Krupp sigui molt vulnerable a ser manipulat per faccions dins del Vaticà».
Al febrer de 2010, dinou erudits catòlics de la teologia i la història van demanar al papa Benet XVI que retardés el procés de la causa sagrada del papa Pius XII. Els investigadors van dir que la investigació existent «ens porta a pensar que el papa Pius XII no va emetre cap declaració clarament, condemnant incondicionalment la matança majorista i l'assassinat de jueus europeus» i «al mateix temps, algunes proves també ens obliguen a veure que Pius Els antecedents diplomàtics del XII van encoratjar-lo com a cap d'un estat neutral, el Vaticà, a ajudar els jueus mitjançant mitjans que no es van fer públics durant la guerra. És imprescindible que es realitzin noves investigacions per resoldre aquestes dues qüestions "; a més, encara existeix "desconfiança i aprensió", ja que "Per a molts jueus i catòlics, Pius XII ocupa un paper molt més gran que el seu papat històric. En essència, Pius XI ha esdevingut el símbol de segles d'anti semitisme i anti-judaisme cristià».
L'1 de juliol de 2012, Yad Vashem va canviar la inscripció sobre Pius per suavitzar les seves crítiques i admetre els esforços de rescat del Vaticà. Yad Vashem va indicar que la nova inscripció es deu a «la investigació que s'ha fet els darrers anys i presenta una imatge més complexa de la que s'havia presentat anteriorment».
El setembre de 2023 es va fer públic que Pius XII coneixia l'Holocaust des de l'any 1942.